# Auxonne
Auxonne /oˈsɔn/ è un comune francese di 7 859 abitanti situato nel dipartimento della Côte-d'Or nella regione della Borgogna-Franca Contea.

## Società

### Evoluzione demografica
Abitanti censiti

## Amministrazione

### Gemellaggi
- Heidesheim am Rhein, dal 1964